# PZL M-20 Mewa
PZL-Mielec M-20 Mewa ("galeb") je poljska licenčna verzija Piper PA-34 Senece II. Proizvajalo jo je podjetje WSK PZL Mielec v 1980ih. 

## Specifikacije (PZL M-20 Mewa)
Podatki iz Brassey's World Aircraft & Systems Directory 1999/2000; Taylor 1999, pp. 450–451
Splošne karakteristike
- Posadka: 1 pilot
- Število sedežev: 5 potnikov
- Dolžina: 8,72 m (28 ft 7 in)
- Razpon kril: 11,86 m (38 ft 11 in)
- Višina: 3,02 m (9 ft 11 in)
- Površina kril: 19,18 m² (206,4 ft²)
- Teža praznega letala: 1320 kg (2910 lb)
- Maks. vzletna teža: 2070 kg (4554 lb)
- Pogon letala: 2 ×  6-valjni zračnohaljeni protibatni motor Teledyne Continental TSIO-360-KB/LTSIO-360-KB, 220 KM (164 kW)  vsak

 Zmogljivost 
- Maks. hitrost: 360 km/h (194 vozlov, 224 mph)
- Potovalna hitrost: 311 km/h (168 vozlov, 193 mph)
- Hitrost porušitve vzgona: 112 km/h (61 vozlov, 70 mph) (s spuščenimi zakrilci)
- Doseg: 1240 km (669 nmi, 770 mi)
- Višina leta: 7620 m (25000 ft)
- Hitrost vzpenjanja: 7,6 m/s (1500 ft/min)